# Molendoa andina
Molendoa andina är en bladmossart som beskrevs av Brotherus 1902. Molendoa andina ingår i släktet klyftmossor, och familjen Pottiaceae. Inga underarter finns listade i Catalogue of Life.